# RAS 증후군

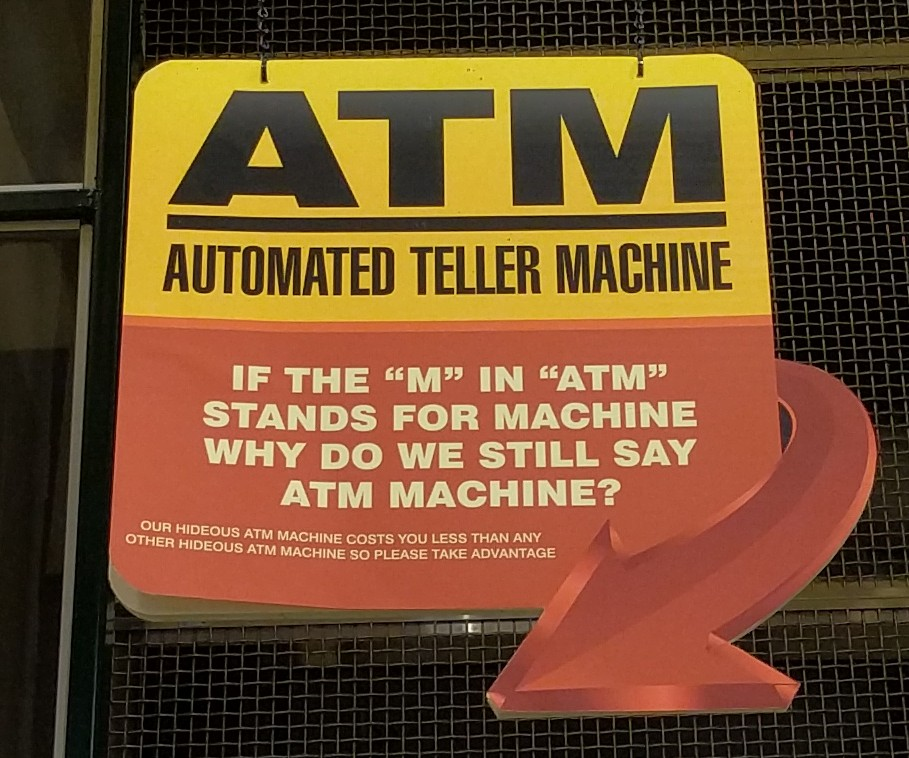
"ATM machine"은 RAS 증후군의 흔한 예시이다

RAS 증후군(RAS syndrome)은 RAS가 redundant acronym syndrome(과잉 두문자어 증후군)을 의미하므로(이로 인해 "RAS 증후군"이라는 구절 자체가 자기지시적이 됨), 두문자어를 이루는 단어 중 하나 이상을 줄임말과 함께 중복하여 사용하는 것을 말한다. 이는 사실상 두문자어를 구성하는 단어 중 하나 이상을 반복하는 것을 의미한다. 예를 들어, PIN 번호("personal identification number number"로 확장됨) 및 ATM 기계("automated teller machine machine"으로 확장됨) 등이 있다. RAS 증후군이라는 용어는 2001년 뉴 사이언티스트의 가벼운 칼럼에서 만들어졌다.
사람들은 두문자어 또는 두자어 그 자체와 함께 해당 약어를 구성하는 단어 중 하나 이상을 중복하여 사용할 때 RAS 증후군을 "앓는다"고 말한다. 언어 사용 평론가들은 그러한 중복된 두문자어를 좋지 않은 문체로 간주하며, 특히 공식적인 맥락에서는 피하는 것이 가장 좋다고 본다. 비록 회화에서는 흔하더라도 말이다. 중복된 두문자어와 같은 동의어 반복을 피해야 할 필요성의 정도는 규범주의 (언어가 어떻게 사용되어야 하는지에 대한 생각) 대 기술주의 (자연어가 실제로 어떻게 사용되는지에 대한 현실)의 균형점에 따라 달라진다. 설득하거나, 감명을 주거나, 비판을 피하기 위한 글쓰기에서는 많은 사용 안내서들이 작가들에게 동의어 반복을 가능한 한 피하도록 조언하는데, 이는 그러한 사용이 항상 틀렸기 때문이 아니라, 대다수의 청중이 그것이 항상 틀렸다고 믿을 수 있기 때문이다.

## 언어학
명확성을 높이기 위해 중복을 제거하는 많은 경우가 있지만, 인간의 언어에서는 제로 중복이라는 순수 논리적 이상은 거의 유지되지 않는다. 빌 브라이슨은 다음과 같이 말한다: "모든 반복이 나쁜 것은 아니다. 이는 효과를 위해 ..., 또는 명확성을 위해, 또는 숙어를 존중하는 의미에서 사용될 수 있다. 'OPEC 국가', 'SALT 회담', 'HIV 바이러스'는 모두 기술적으로 중복적이다. 두 번째 단어가 이미 선행하는 약어에 포함되어 있기 때문이다. 하지만 극도로 까다로운 사람만이 이를 비난할 것이다. 마찬가지로, 'Wipe that smile off your face'(얼굴에서 그 미소를 지워라)에서 마지막 두 단어는 동어 반복적이다. 미소가 있을 수 있는 다른 곳이 없기 때문이다. 하지만 문장은 그것들 없이는 성립될 수 없을 것이다."
제한된 양의 중복은 모든 독자에게 또는 적어도 도움이 필요한 독자에게 도움을 제공함으로써 의사소통의 효율성을 향상시킬 수 있다. 그 원리의 음성적 예시로는 무선 전화 통신에서 통화표의 필요성이 있다. RAS 증후군의 일부 사례는 이 원리의 구문적 예시로 볼 수 있다. 중복은 맥락을 제공하고 의사소통의 "알파벳 수프 지수"(약어와 두문자어의 수수께끼 같은 과도한 양)를 줄여 청자에게 도움이 될 수 있다.
외국어에서 온 두문자어는 번역되지 않을 때 분석되지 않은 형태소로 취급되는 경우가 많다. 예를 들어, 프랑스어에서는 "le protocole IP" (인터넷 프로토콜 프로토콜)가 자주 사용되며, 영어에서는 "please RSVP"(대략 "제발 회답해주세요 제발")가 매우 흔하다. 이는 언어학적 이유로 인해 많은 지명들이 동어 반복적이 되는 것과 동일한 이유로 발생한다. 실제 사용의 대부분의 경우에서 동어 반복은 마음속에서 파싱되지 않는다(많은 경우 외국어 단어의 의미를 모르기 때문이고, 다른 경우에는 단순히 사용이 숙어적이기 때문이다).

## 예시
RAS 구문의 예시는 다음과 같다.
- DC 코믹스 ("Detective Comics Comics")[9][10]
- HIV 바이러스 ("Human Immunodeficiency Virus virus")[11]
- LCD 디스플레이 ("Liquid-Crystal Display display")[12][13]
- UPC 코드 ("Universal Product Code code")[14]

## 같이 보기
- 재귀 약자